# (473090) 2015 HC151
(473090) 2015 HC151 es un asteroide perteneciente al cinturón de asteroides, descubierto el 28 de enero de 2014 por el equipo del Mount Lemmon Survey desde el Observatorio del Monte Lemmon, Arizona, Estados Unidos.

## Designación y nombre
Designado provisionalmente como 2015 HC151.

## Características orbitales
2015 HC151 está situado a una distancia media del Sol de 2,960 ua, pudiendo alejarse hasta 3,081 ua y acercarse hasta 2,839 ua. Su excentricidad es 0,040 y la inclinación orbital 9,385 grados. Emplea 1860 días en completar una órbita alrededor del Sol.

## Características físicas
La magnitud absoluta de 2015 HC151 es 16,7.